# Sắn dây củ tròn
Sắn dây củ tròn (tên khoa học: Pueraria mirifica), hay sâm tố nữ, Kwao Krua (กวาวเครือ), là 1 loài thuộc chi Pueraria, thường chỉ được tìm thấy ở những vùng cao phía bắc Thái Lan, Myanmar.

## Thành phần hóa học
Các hợp chất được phân lập từ rễ của sâm tố nữ bao gồm các aglycon của isoflavon (daidzein, genistein, and kwakfurin), isoflavon glycoside (daidzin, genistin, and puerarin）và coumestans (coumestrol, mirificoumestan, mirificoumestan hydrate, and mirificoumestan glycol),,,,. Ngoài ra còn phân lập được Miroestrol and deoxymiroestrol , Deoxymiroestrol được xem là phytoestrogen thực sự của sâm tố nữ, có tác dụng tốt nhất trong tất cả các loại estrogen có nguồn gốc từ thực vật.
Hàm lượng miroestrol và deoxymiroestrol trong rễ củ của cây lần lượt là 182.18±8.25 µg/g và 154.34±5.70 µg/g tính theo khối lượng dược liệu khô, ngoài ra thành phần isoflavonoid có hàm lượng 5.45±0.04 mg/g tính theo khối lượng dược liệu khô (G.Yusakul và cộng sự, 2011).

## Công dụng
Ở Thái Lan, Sâm tố nữ (Pueraria mirifica) đã được sử dụng từ rất lâu với mục đích làm thuốc bổ và làm đẹp cho phụ nữ. Từ năm 2000, các nhà khoa học Thái Lan, Nhật Bản, Anh Quốc đã tiến hành nghiên cứu hoạt tính sinh học của chiết xuất từ củ Sâm tố nữ dưới dạng cao chiết. Kết quả nghiên cứu cho thấy: cao Sâm tố nữ có chứa các phyto-estrogen quý, giúp kích thích sự phát triển của tuyến ngực và mô ngực do đó giúp ngực nở và săn chắc tự nhiên, chống lão hóa mạnh, kích thích mọc tóc, chống bạc tóc sớm, giúp da căng mịn, giảm nếp nhăn và tàn nhang; giúp vóc dáng eo thon, giảm nguy cơ béo phì và ung thư, giảm các triệu chứng thời kỳ mãn kinh và tiền mãn kinh ở phụ nữ. Mặc dù đã có nhiều báo cáo cho thấy các loài Sắn dây khác cùng họ với Sắn dây củ tròn (Sâm tố nữ) cũng có Isoflavon, nhưng những giống cây này có hình thái sinh vật khác và không có các đặc tính tốt như những nghiên cứu đã tìm thấy ở loài Pueraria có xuất xứ từ Thái Lan.

### Tác dụng làmnở và săn chắc ngực
Cơ chế giúp tăng phát triển ngực của Sâm tố nữ có thể là do nó chứa các estrogen thực vật - những chất này có khả năng gắn với thụ thể estrogen và có tác dụng tương tự estrogen trong cơ thể. Estrogen có tác dụng phát triển và duy trì các đặc tính sinh dục nữ. Thiếu hụt estrogen có thể dẫn đến tình trạng mãn kinh, ngực trễ, da nhăn nheo và mất xương. Sâm tố nữ giúp kích thích phát triển ống sữa ở vú và mở rộng mô mỡ, từ đó dẫn đến ngực săn chắc hơn, duy trì collagen, phát triển các tế bào da mới, làm cho vú mềm, mịn màng và đẹp .

### Tác dụng giảm các triệu chứng ởphụ nữ tiền mãn kinh
Đối với phụ nữ tiền mãn kinh, Sâm tố nữ giúp giảm các triệu chứng như: mất xương, bốc hỏa và cải thiện lipid máu- từ đó có tác dụng bảo vệ tránh các bệnh tim mạch. Puerarin là một isoflavonoid chính trong cây tố nữ, giúp điều hòa sự biểu hiện thụ thể estrogen và có thể là một sự lựa chọn thay thế cho điều trị các trường hợp phụ thuộc estrogen. Sâm tố nữ còn chứa phytoestrogen miroestrol- chất có tác dụng điều hòa chọn lọc thụ thể estrogen bằng cách gắn cạnh tranh với estrogen và ngăn hoạt hóa thụ thể estrogen quá mức. Kết quả của các thử nghiệm lâm sàng đã cho thất rằng sâm tố nữ có thể là lựa chọn thay thế an toàn cho các thuốc hormon đang điều trị vì tác dụng hữu ích trên mật độ xương, chức năng sinh dục và sức khỏe tim mạch mà không có các nguy cơ hoặc tác dụng không mong muốn liên quan đến liệu pháp thay thế hormon .

### Tác dụng chống oxy hóa
Puerarin và daidzein có tác dụng chống oxy hóa tương tự α- tocopherol. Phân tích mối liên quan giữa tác dụng chống oxy hóa và các isoflavonoid chính đã cho thấy rằng tác dụng chống oxy hóa chỉ có mối liên quan với puerarin và thiếu mối liên quan với daidzein, daidzein và genistein .

## Tác dụng không mong muốn
Xảy ra trên một lượng nhỏ bệnh nhân bao gồm thiếu máu và tác dụng phụ trên gan, làm giảm nhẹ lipoprotein và tăng hormon . Tương tác thuốc: Dịch chiết rễ sâm tố nữ không có tương tác thuốc được báo cáo.